# 9429 Poreč
9429 Poreč è un asteroide della fascia principale. Scoperto nel 1996, presenta un'orbita caratterizzata da un semiasse maggiore pari a 3,0240089 UA e da un'eccentricità di 0,0825454, inclinata di 1,55747° rispetto all'eclittica.
L'asteroide è dedicato alla cittadina istriana di Parenzo, in croato Poreč.